# スカイアンコール航空
スカイ・アンコール航空（英語: Sky Angkor Airlines, クメール語: ស្កាយ អង្គរ អ៊ែឡាញ）はカンボジアのプノンペンに本拠地を置く航空会社である。

## 歴史
- 2010年12月に、韓国の資本によりスカイ・ウイングス・アジア航空 (Sky Wings Asia Airlines Inc.) として設立。
- 2011年11月にシェムリアップ-ソウル・釜山間で定期便の運航を開始した[1]。
- 2014年12月1日、名称を スカイ・アンコール航空に変更した[1]。

## 就航地
| 国         | 就航空港                |
| ---------- | ----------------------- |
| カンボジア | プノンペン              |
| 韓国       | ソウル/仁川             |
| タイ       | バンコク/スワンナプーム |
| 中国       | 長沙                    |
| マカオ     | マカオ                  |

## 日本との関係
日本にはたびたびチャーター便で飛来することがある。
- 2014/2　新潟空港
- 2015/3　関西空港
- 2015/12-2016/1・2016/4-2016/5　成田空港
- 2018/2-2018/3　山形空港[2]
- 2019/2　秋田空港[3]
- 2018/3・2019/2-2019/3　松本空港

## 機材

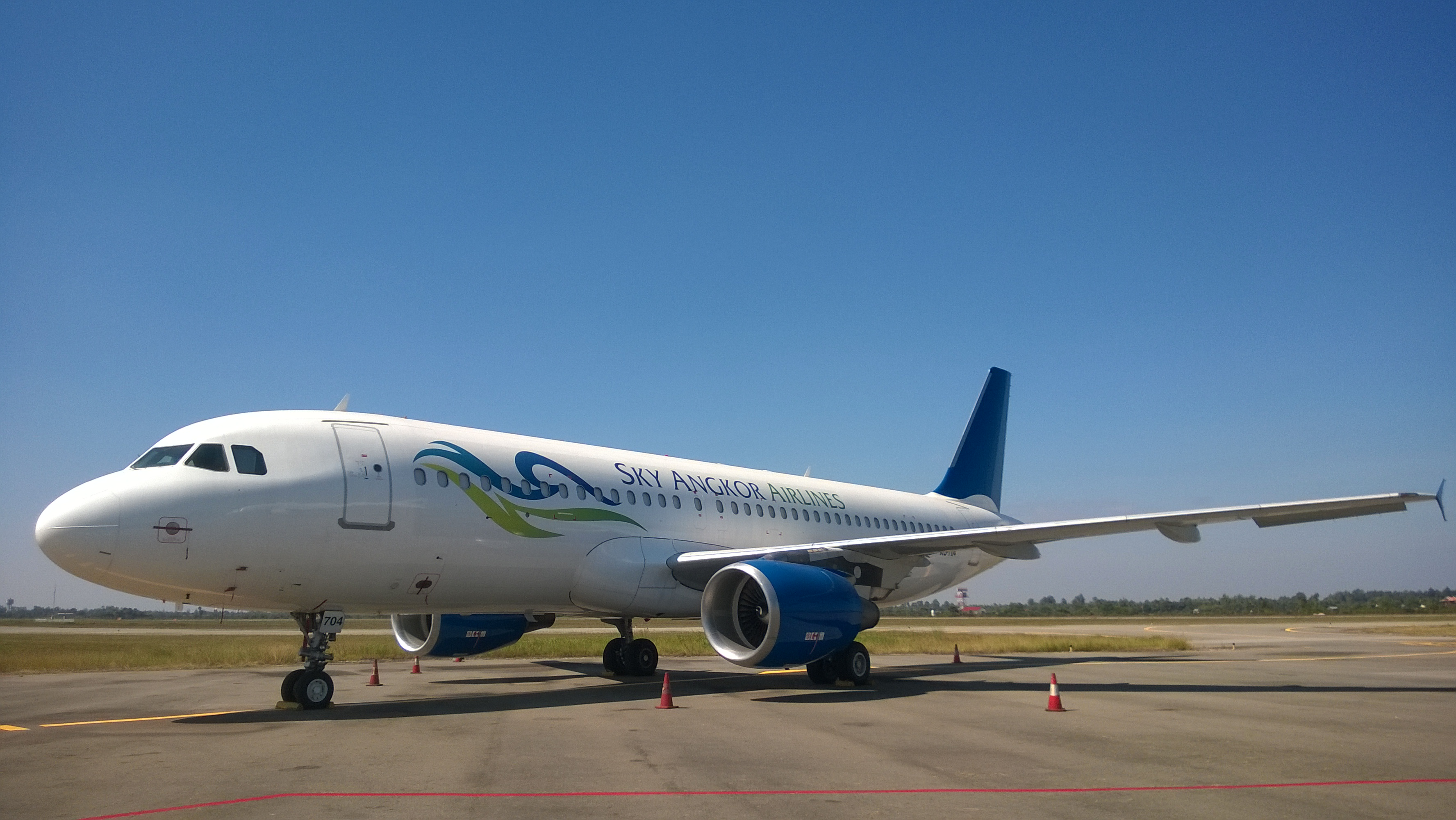
スカイ・アンコール航空のA320-200型機

### 現在の保有機材
| 機種             | 保有数 | 座席数 | 備考                                                                                         |
| ---------------- | ------ | ------ | -------------------------------------------------------------------------------------------- |
| エアバスA320-200 | 4      | 180    | 様々な航空会社にリースも行う。                                                               |
| エアバスA320neo  | 1      | 180    | 元スカンジナビア航空の中古機。ただし、同社の経営難により移籍した機体で、2020年製造と新しい。 |

過去にはエアバスA321を導入していた。